# Religionsmonitor
Der Religionsmonitor ist eine 2012 zum zweiten Mal von der Bertelsmann Stiftung in Zusammenarbeit mit Wissenschaftlern unterschiedlicher Fachrichtungen (Religionswissenschaft, Soziologie, Psychologie, Politikwissenschaft, Theologie) durchgeführte internationale empirische Untersuchung zur Religiosität und Religiosität im Verhältnis zum gesellschaftlichen Zusammenhalt. In der ersten Untersuchung aus dem Jahr 2007/08 lag der Schwerpunkt auf der individuellen Religiosität. 2012/13 wurde neben der individuellen Religiosität vor allem der Zusammenhang von Religiosität mit Werten und Einstellungen zum sozialen Zusammenhalt abgefragt. Der Religionsmonitor soll in regelmäßigen Abständen wiederholt werden.

## Religionsmonitor 2008
Für den Religionsmonitor 2008 wurden 2007 weltweit in 21 Ländern jeweils 1000 repräsentativ ausgewählte Menschen zu ihrer Religiosität und ihrem Glauben befragt. Die Befragung wurde in Australien, Brasilien, Deutschland, Frankreich, Großbritannien, Guatemala, Indien, Indonesien, Israel, Italien, Marokko, Nigeria, Österreich, Polen, Russland, der Schweiz, Spanien, Südkorea, Thailand, der Türkei und den USA vom Forschungsinstitut TNS Emnid entweder als Telefon- oder als Face-to-Face-Interview durchgeführt. Bei den Stichproben wurden soziodemographische Faktoren entsprechend ihrem Anteil an der Gesamtbevölkerung prozentual berücksichtigt. Da damit in Deutschland der Anteil der Muslime auf 21 Befragte beschränkt war, wurde hier 2008 eine Sonderstudie unter 2.000 repräsentativ ausgewählten Muslimen durchgeführt.
Die Ergebnisse des Religionsmonitors 2008 wurden in Form von zwei zentralen Buchveröffentlichungen („Religionsmonitor 2008“ und „Woran glaubt die Welt“) publiziert. Einzelne Auswertungen und Daten der Erhebung waren auf der Projekthomepage als PDF-Dateien abrufbar. Die Sonderstudie zur muslimischen Religiosität wurde in Form von verschiedensprachigen Broschüren (deutsch, englisch, türkisch) ebenfalls über die Projekthomepage zur Verfügung gestellt. Zusätzlich zu den Auswertungen und Veröffentlichen gab es das Befragungsinterview als interaktive Online-Umfrage sowohl für Einzelpersonen als auch Gruppen, mit der ein jeweils persönliches Religiositätsprofil erstellt werden konnte.

## Religionsmonitor 2013
Für den Religionsmonitor 2013 wurden Ende des Jahres 2012 in 13 Ländern Telefon- und Face-to-Face-Interviews durchgeführt. Jeweils 1.000 repräsentativ ausgewählte Menschen wurden in Großbritannien, Schweden, der Schweiz, Frankreich, Spanien, Kanada, den USA, der Türkei, Israel, Brasilien, Indien und Südkorea befragt. In Deutschland wurden zusätzlich zu 1.600 Befragten noch einmal 400 repräsentativ ausgewählte Muslime befragt. Die Stichproben wurden soziodemographischen Faktoren entsprechend gewichtet. Die Befragung wurde vom Forschungsinstitut infas durchgeführt.
Die ersten Ergebnisse des Religionsmonitors 2013 wurden im April 2013 veröffentlicht. Diese und alle Folgepublikationen, wie etwa eine erste Überblicksauswertung der internationalen Daten, wurden in Form von Broschüren veröffentlicht und als PDF-Dateien auf der Projekthomepage des Religionsmonitors zugänglich gemacht. Als Kernpublikationen stehen zwei Broschüren mit den deutschen Daten (Autoren: Olaf Müller und Detlef Pollack) und mit den internationalen Vergleichsdaten (Autor: Gert Pickel) zur Verfügung.